# Кибунго
Кибунго (руанда Kibungo; ранее также Кибунгу [руанда Kibungu]), с 2006 года официально называется Нгома (руанда Ngoma) — город на юго-востоке Руанды, на территории Восточной провинции. Административный центр района Нгома.

## История
В эпоху бельгийского управления поселение было известно под названием Кибунгу.
С 1962 года город Кибунго являлся административным центром одноимённой провинции, упразднённой в результате реформы 2006 года, по итогам которой вошёл в состав новосозданной Восточной провинции; а также был переименован в Нгому, однако в иностранных источниках продолжилось активное употребление старого названия.

## Географическое положение
Город находится в южной части провинции, на расстоянии приблизительно 50 километров к востоку-юго-востоку (ESE) от столицы страны Кигали. Абсолютная высота — 1415 метров над уровнем моря.

## Население
По данным официальной переписи 2002 года 43 582 человека составляло население муниципалитета, центром которого являлся город, популяция которого по материалам переписи 2012 года насчитывала 11 537 жителей.

## Религия
5 сентября 1968 года буллой римского папы Павла VI, путём выделения из архиепархии Кабгайи (ныне епархия Кабгайи), была учреждена епархия Римско-Католической церкви с центром в Кибунго.

## Персоналии
- Кизито Бахужимихиго — католический прелат, епископ местной епархии с 2007 по 2010 год.